# Hamnøy
Hamnøy er et lille fiskevær på en lille halvø ved Reinefjordens (no) munding på østsiden af Moskenesøya i øgruppen Lofoten. Bebyggelsen er en del af Moskenes kommune i Nordland fylke. 
Bebyggelsen lå tidligere på en lille ø, der siden byggeriet af E 10, har været forbundet med Moskenesøya via en bred dæmning. Fjeldet Festhæltinden rejser sig brat på nordsiden. Der er kun få indbyggere, der bor på øen hele året, men om sommeren besøger mange turister øen. Der er en lille havn og flere rorbuer og restauranter. Historisk set blev rorbuerne brugt til at indkvartere fiskere, der ankom til Hamnøy fra hele Norge. I dag er alle husene blevet renoveret og udlejes til turisterne.
Tidligere gik der færge fra Hamnøy til Reine på den anden side af Reinefjorden, men de to bebyggelser er nu forbundet af broer på europavej 10.